# Incidents de la Casa de Juntes de Guernica de 1981
Els Incidents de la Casa de Juntes de Guernica de 1981 van tenir lloc durant el primer viatge oficial al País Basc que duien a terme els reis Joan Carles i Sofia des de la seva proclamació. Es va celebrar un acte solemne a la Casa de Juntes de Guernica, presidit pel rei, al que assistien diputats i senadors electes al País Basc, diputats al Parlament Basc i a les juntes generals d'Àlaba, Guipúscoa i Biscaia i diputacions forals.
Després de les intervencions del diputat general de Biscaia, José María Makua, el president del Parlament Basc, Juan José Pujana i el lehendakari, Carlos Garaikoetxea, quan el rei es disposava a pronunciar el seu discurs, un grup de representants electes d'Herri Batasuna i LAIA el van interrompre cantant, amb el puny en alt, l'«Eusko Gudariak». La resta de diputats va intentar fer-los callar amb aplaudiments cap al monarca. Davant la prolongació dels incidents, els electes d'HB van ser desallotjats per membres dels serveis d'ordre del Govern Basc. Per aquest fet van ser processats acusats de delictes d'injúries contra el cap de l'Estat i desordres públics les següents persones: Francisco Letamendia Belzunce (que no participà en els incidents), Antonio Ibarguren, Miguel Castells Artetxe, Juan Bautista Izaguirre, Iñaki Ruiz de Pinedo Undiano, Jokin Gorostidi, Jon Idigoras, Jose Ramon Etxebarria, José María Alix, Bernardo Javier Onaindía, Santiago Brouard, Javier Pérez de Heredia, Javier Cruz Amuriza, Txomin Ziluaga, José Luis Cereceda, Guillermo Pérez López de Letona i Severino Rodríguez de Yurre, d'Herri Batasuna, i José Andrés Elósegui i Martín Jáuregui, de LAIA. Tant Letamendía com Onaindía foren jutjats en contumàcia.
El Tribunal Suprem va condemnar al novembre de 1983 els processats per desordres públics, absolent-los del d'injúries. No obstant això, el 1986, el Tribunal Constitucional va anul·lar la sentència ordenant la repetició del judici.